# Universitat de Texas a Austin
La Universitat de Texas a Austin (The University of Texas at Austin en anglès), sovint anomenada "UT" o "Texas" simplement, és la institució principal del sistema universitari públic de l'estat de Texas (Universitat de Texas). És nacionalment reconeguda per la qualitat de la seva producció investigadora. Està ubicada a la ciutat d'Austin, capital de Texas. El campus principal està situat a menys d'un quilòmetre i mig del Capitoli de l'Estat de Texas a Austin. Fundada el 1883, la universitat es considera una "Public Ivy" (grup de les millors universitats públiques dels Estats Units) i tenia la quarta inscripció més gran de país el 2006, amb 50.000 estudiants i 20.000 treballadors.
El campus d'UT compta amb diverses facultats, centres de recerca, esglésies, aparcaments, centres comercials, etc. És en si mateix una petita ciutat dins d'Austin, amb un estil arquitectònic que recorda remotament a Europa quan es visita. Destaca la seva torre de llum que servia per il·luminar el campus universitari. Les plaques dels carrers en el seu campus estan adornades per l'omnipresent i ataronjat banyallarga. El seu equip de futbol americà va guanyar la lliga universitària en la temporada 2005-2006.